# Kristian Nicht
Kristian Nicht (Jena, 3 de Abril de 1982, em Jena) é um ex-futebolista alemão que atua como goleiro.